# Stein Rokkan
Stein Rokkan (* 4. Juli 1921 in Vågan; † 22. Juli 1979 in Bergen) war ein norwegischer Politikwissenschaftler und Soziologe. Er war Mitbegründer des Bereichs für Sozialwissenschaften an der Universität Bergen. Seine Hauptaufgabe war der Aufbau des Instituts der Vergleichenden Politikwissenschaft.

## Werdegang
Ab 1939 studierte er an der Universität Oslo Philologie mit dem Schwerpunkt Französisch. Durch den Zweiten Weltkrieg musste er sein Studium unterbrechen. Er setzte es 1945 fort und beendete es mit einer Magisterarbeit über David Hume. Danach war er Forschungsassistent von Arne Næss. Im Rahmen des UNESCO-Projektes Democracy arbeitete und lebte er 1948 bis 1950 in Paris. Mit Richard McKeon veröffentlichte er die Studie Democracy in a World of Tension die aus dem UNESCO-Projekt hervorging. 1951 ging Rokkan zurück nach Norwegen und gründete das International Social Science Bulletin, das jetzige International Social Science Journal. Im Mittelpunkt seines Werkes steht die Entwicklung eines Makromodells der politischen Entwicklung Europas, das die Vielfältigkeit der europäischen Gesellschaften aus ihrer Geschichte erklärt, wobei die Ungleichzeitigkeiten von Staatsbildung, Nationsbildung und Demokratisierung entscheidende Erklärungsfaktoren bilden. Dabei eröffnet die skandinavische Perspektive aus der Peripherie des alten Kontinents überraschende Einblicke in oftmals übersehene Entwicklungen. Die bislang auf Einzelarbeiten verstreuten Befunde wurden von Peter Flora rekonstruiert und zu einem Werk zusammengestellt.
Bis heute spürbaren Einfluss haben die Arbeiten der Cleavage-Theorie, die Rokkan zusammen mit Seymour Martin Lipset entwickelt hat.

## Tätigkeit
- Präsident der International Political Science Association (IPSA) (1970–1973)
- Vizepräsident der International Sociological Association (ISA) (1966–1970)
- Vorsitzender des European Consortium for Political Research (ECPR) (1970–1976)
- Präsident des Internationalen Rats für Sozialwissenschaften (ISSC), assoziiert mit der UNESCO (1973–1977)
- Vorsitzender des Nordisk Forbund for Statskundskab (1975–1976)

## Ehrungen
1969 wurde Rokkan in die American Academy of Arts and Sciences gewählt, 1976 in die National Academy of Sciences. Am Hauptcampus der Nord Universität in Bodø ist ein Hörsaal nach ihm benannt.
Zu Ehren Rokkans stiftete der Internationale Rat für Sozialwissenschaften 1981 den Stein-Rokkan-Preis für vergleichende sozialwissenschaftliche Forschung, der seitdem jährlich vergeben wird und als einer der angesehensten Preise in den Sozialwissenschaften gilt.

## Schriften (Auswahl)
- Citizens elections parties. Approaches to the comparative study of the processes of development. Universitetsforlaget, Oslo 1970.
- Vergleichende Sozialwissenschaft. Die Entwicklung der inter-kulturellen, inter-gesellschaftlichen und inter-nationalen Forschung. Hauptströmungen der sozialwissenschaftlichen Forschung. Ullstein, Frankfurt/M. 1972, ISBN 3-548-02918-3.
- Wahlverhalten, Vorurteile, Kriminalität (= Handbuch der empirischen Sozialforschung, Bd. 12). 2. Aufl. Enke, Stuttgart 1978, ISBN 3-432-89362-0.
- (zus. mit Derek W. Urwin): Economy, territory, identity. Politics of West European peripheries. Sage, London 1983, ISBN 0-8039-9760-4.
- (als Mitautor): Centre-periphery structures in Europe. An ISSC workbook in comparative analysis. Campus-Verlag, Frankfurt/M. 1987, ISBN 3-593-33436-4.
- Staat, Nation und Demokratie in Europa. Die Theorie Stein Rokkans aus seinen gesammelten Werken. Suhrkamp, Frankfurt/M. 2000, ISBN 978-3-518-29073-6.

Festschrift
- Per Torsvik (Hrsg.): Mobilization, centre-periphery structures and nation-building. A vol. in commemoration of Stein Rokkan. Universitetsforlaget, Bergen 1981.